# Osei Kwame Panyin
Osei Kwame Panyin, né entre 1762 et 1765 et mort en 1803 ou 1804, est le cinquième Asantehene de l'Empire ashanti de 1777 à 1801. Son règne est marqué par des réformes administratives, des soulèvements et une tentative d'introduction de l'islam à Kumasi. Les dissensions avec l'Asantehemaa Konadu Yaadom conduisent à sa destitution puis sa mort, par exécution ou suicide rituel, entre décembre 1803 et janvier 1804.

## Biographie

### Origine dynastique
Osei Kwame Panyin est né à un moment donné entre 1762 et 1765, d'une femme nommée Akyaama, et de Safo Kantanka, le roi de Mampong. À cette époque, la région est une partie fondatrice de l'empire Ashanti et est connue comme la porte d'entrée islamique de l'empire en raison de son emplacement dans le nord. Cependant, selon la version officielle de la généalogie du clan Oyoko, il serait plutôt le fils de Konadu Yaadom. En effet, la version officielle de la dynastie asante ne fait aucune mention d'Akyaama qui règne pourtant avant Konadu Yaadom. Par manipulation génétique, Konadu Yaadom s'accapare la paternité de plusieurs enfants issus de la lignée d'Akyaama. Les historiens ont cependant démontré l'existence d'Akyaama et de son lignage effacé, en opposition à la version défendue officiellement. Jusqu'en 1777, la gestion gouvernementale de l'Empire ashanti est également partagée entre le Mamponhene (roi de Mampong) et le Dwabenhene (roi de Juaben), cependant la crise dynastique causée par Akyaama provoque une instabilité politique. 
Mis à part Kusi Obodom, Osei Kwame est la seconde exception à la règle dynastique du clan Oyoko puisqu'il ne descend d'aucune lignée des maisons d'Osei Tutu Ier ou d'Opoku Ware Ier. Ses origines sont celles des chefs de Mampong et de Duaben. Son droit d'accéder au trône n'est donc pas acquis.

### Règne

#### Accession par la force
Avant sa mort, le roi Ashanti Osei Kwadwo fait d'Opoku Kwame, fils de Konadu Yaadom, son successeur,. Cependant, à la mort d'Osei Kwadwo en 1777, alors que Panyin a entre 12 et 17 ans, les membres de la famille et les conseillers d'Osei Kwadwo décident d'ignorer les souhaits de l'ancien dirigeant, ce qui entraîne le soulèvement d'Osei Kwame. Il dirige une armée vers la capitale Ashanti, Kumasi, et les provinces du nord se soulèvent pour le soutenir. Peu de temps après sa nomination en tant qu'Asantehene (roi), Kwame est renversé de son poste de conseiller, laissant Panyin s'occuper de l'implication politique de l'ancienne reine mère Konadu Yaadom. Afin de veiller aux intérêts du jeune Asantehene, le Mamponhene (chef de Mampong) Atakora Kwame reste à Kumasi avec ses troupes. Cependant, ce dernier est renversé du trône de Mampong et Osei Kwame perd dès lors sa marge de manoeuvre politique. 

#### Consolidation
Durant les années 1780, l'empire Ashanti est fragilisé et le pays est principalement dirigé par l'Asantehemaa. C'est également durant cette année que le gouverneur de Cape Coast indique que le jeune Asantehene est sous la complète influence de l'Asantehemaa Konadu Yaadom, laissant le pays dans l'instabilité. Cette situation mènera à un conflit dynastique renouvelé entre Konadu Yaadom et Osei Kwame Panyin.
Afin de consolider sa position, Osei Kwame Panyin retire les anciens conseillers de leurs postes et les remplaçant par des alliés. Lorsqu'ils ne peuvent pas être remplacés, il fait exécuter ces fonctionnaires. Il développe également des agences administratives chargées de faciliter l'intégration politique des nombreuses chefferies et royaumes tributaires. Des fonctions civiles remplacent progressivement les fonctions militaires dans l'administration des différents états de l'Empire ashanti. Par ces actions, Osei Kwame intègre et suit les politiques d'innovations administratives menées par son prédécesseur.
En 1788, il interdit tout commerce avec les Danois à la suite de leur tentative d'extension de leurs activités commerciales vers le sud-est de la Côte de l'Or. En conséquence, une mission danoise parvient à débloquer la situation en 1792 et promet d'envoyer 10.000 hommes afin de les aider à maintenir l'ordre à l'est de la Volta. La région, sous contrôle tributaire du royaume d'Akwamu, n'a que peu d'intérêt pour l'Empire ashanti. Face aux réticences des anglais et néerlandais, l'armée n'y est jamais envoyée.

#### Islam et rituels
Les états tributaires du nord de l'Empire, essentiellement musulmans démontrent rapidement leur soutien au nouvel Asantehene. En effet, lui et son entourage se montrent favorables aux idées musulmanes. Le père d'Osei Kwame, Safo Kantanka, met à disposition de son fils une délégation musulmane à Kumasi. Durant son règne, Osei Kwame tente de remplacer certaines lois ashanti par des lois coraniques et tente de réduire, voire abolir, les festivals et rituels de sacrifices humains. Ces changements suscitent une fort opposition interne. Osei Kwame décide également de permettre la réinstallation de communautés musulmanes à Nkoranza, dans l'ancien royaume de Dagomba.
En 1797, pourtant, il est état d'importants sacrifices humains à l'occasion des rites funéraires de deux princes ashantis qui pousse la population à se soulever afin d'exiger la fin des rituels sacrificiels. Les ressources ultérieures permettent de confirmer qu'elles mènent à un réforme d'Osei Kwame visant à réduire les sacrifices humains uniquement pour les rituels liés à la famille royale. Cette réforme vise à mettre fin aux sacrifices humains effectués comme compensation pour un préjudice.

#### Conflit dynastique
Tout le règne d'Osei Kwame fait état de conflits dynastiques sur des questions de droits à la succession et de modifications généalogiques effectuées par l'Asantehemaa Konadu Yaadom. Le conflit qui l'oppose à l'Asantehemaa remonte à sa mère biologique, Akyaama, bannie de la lignée royale. Vers 1790, Konadu Yaadom soumet à Osei Kwame une nouvelle version officielle de la généalogie dans laquelle lui et ses sœurs (Akyaa Kese et Amma Sewaa) sont reconnus descendants du Mamponhene et de Konadu Yaadom, effaçant toute mention d'Akyaama. La seconde raison principale est la volonté de Konadu Yaadom de placer un de ses fils sur le trône de l'Asantehene. 
Afin de préserver le soutien de l'Asantehemaa qui a le pouvoir de destituer l'Asantehene, Osei Kwame approuve cette réécriture et reconnait Opoku Kwame, le fils de Konadu, comme son héritier et futur successeur. Cependant, cela n'empêche toutefois pas Konadu Yaadom de pousser son fils adoptif à la destitution.

### Destitution et mort
Après la mort du fils de Konadu Yaadom récemment désigné comme héritier, Opoku Kwame, elle accuse le roi de l'avoir empoisonné. Osei Kwame est suspecté d'avoir tué un autre membre de la famille royale. Enfin, une tentative de tuer l'Asantehemaa force cette dernière à quitter Kumasi avec son nouvel héritier présomptif Opoku Fofie.
Vers 1800, des rumeurs commencent à circuler sur son lignage et son attachement à l'Islam et décide de quitter Kumasi pour rejoindre Juaben afin de tenter d'y exercer ses pouvoirs loin des clans hostiles. Pour d'autres sources, il fuit ses ravisseurs avec Amma Sewaa, renforçant les accusations de relations incestueuses. Après qu'Osei Kwame Panyin ait refusé d'assister au festival Odwira, Yaadom a pris cela comme une raison de se soulever contre lui, plaçant finalement Osei Kwame Panyin en résidence surveillée. Elle a ensuite procédé à l'exécution des anciens alliés de haut rang de Panyin. Lorsque Konadu Yaadom rassemble la majorité des clans Ashanti contre Osei Kwame Panyin, elle le pousse à la destitution. D'après Joseph Dupuis, les raisons de sa destitution sont à chercher dans « son attachement aux musulmans et, à ce qu'il est dit, sa volonté d'instaurer la loi coranique en lieu et place des lois de l'Empire ». À la suite de ces exécutions, il ne reste plus à ce stade que trois descendants survivants du yafunu (cercle familial) d'Akyaama : Osei Kwame Panyin, Amma Sewaa et le fils de cette dernière, Kwaku Dua I. Tous les autres membres ont été exécutés.
Les différents motifs invoqués permettent de justifier une destitution d'un point de vue spirituel ainsi que du point de vue des normes de comportements attendus de la part de l'Asantehene.
Après la destitution d'Osei Kwame en 1803, les communautés musulmanes se révoltent au sein de Bondokuy, capitale de l'état tributaire Gyaman, ainsi qu'au sein de l'état tributaire du sultanat Kong (dans l'actuelle Côte d'Ivoire). De plus, les états musulmans de Gonja et Bouna, avec lesquels l'Empire est en guerre depuis 1801, rejoignent la révoltent. Les rebelles, dont l'objectif est de restaurer Osei Kwame, attaquent Kumasi et échouent. 
Différentes versions relatent les circonstances de sa mort. Ivor Wilks suggère qu'il aurait tenté de convaincre Osei Bonsu d'éliminer ses opposants, et il l'aurait fait exécuter par étranglement. La seconde hypothèse est celle du suicide rituel. Il meurt entre décembre 1803 et janvier 1804, quelques mois après sa destitution et les premiers mouvements visant à le restaurer sur son trône.

## Validité de la proximité à l'Islam
Gérard Pescheux remet en question la validité des arguments invoqués pour expliquer la déposition d'Osei Kwame Panyin. Ceux-ci se reposent essentiellement à son attachement présumé à l'Islam qu'il tiendrait potentiellement de son père Safo Katanka. Cependant, les chercheurs contemporains ne s'appuient pour cela que sur une seule source : Joseph Dupuis. Ce dernier tire l'essentiel de ses informations de l'Imam Muhammad el Ghamba. A l'inverse, Thomas Edward Bowdich qui parle également de cet événement n'évoque à aucun moment cette proximité à l'Islam. Un autre motif, avancé par Ivor Wilks, serait prépondérant d'après Gérard Pescheux : le non déroulement de l'Odwira en 1802. Il suppose également que la mise en avant de la question de l'Islam consiste à donner un argument qui permette de masquer l'existence d'un grave conflit dynastique.